# Révai Manó
Révai Manó (Kabold, 1873. január 26. – Budapest, 1918. november 23.) okleveles gimnáziumi tanár. 

## Életútja
Fischer Ignác Izsák kereskedő és Mayer Berta/Borbála fia. A gimnázium I–IV. osztályát Pozsonyban, a többit Budapesten a református főgimnáziumban végezte. Az egyetemi nyelvészeti és bölcseleti tanulmányait szintén Budapesten hallgatta és középiskolai tanári oklevelet latin és német nyelvből szerzett. Magánzó tanár volt és kizárólag tanulmányainak élt. Fischer családi nevét 1901-ben Révaira változtatta. Több cikke jelent meg a szépirodalmi lapokban. 1902. szeptember 28-án Sopronban feleségül vette Bischitz Julianna Henrikát. 1918. november 25-én helyezték nyugalomra a rákoskeresztúri izraelita temetőben.

## Munkája
- Goethe nyelvének grammatikai és statisztikai sajátságairól. Értekezés. Nagyszombat, 1902. (Pozsonyban nyom.).

Kéziratban: Goethe hatása a magyar irodalomra.